# Comuna Holovuriv, Borîspil
Holovuriv (în ucraineană Головурів) este o comună în raionul Borîspil, regiunea Kiev, Ucraina, formată din satele Holovuriv (reședința) și Kîiliv.

## Demografie
Componența lingvistică a comunei Holovuriv
     Ucraineană (97,15%)
     Rusă (2,5%)
     Alte limbi (0,35%)
Conform recensământului din 2001, majoritatea populației comunei Holovuriv era vorbitoare de ucraineană (97,15%), existând în minoritate și vorbitori de rusă (2,5%).